# Al Diaz
Al Diaz (nacido el 10 de junio de 1959) es un artista urbano y conferencista estadounidense mejor conocido por estar entre la primera generación de pintores de grafiti en la comunidad y por cocrear la campaña de grafiti SAMO© con Jean-Michel Basquiat en 1978.

## Primeros años de vida
Díaz nació el 10 de junio de 1959, de padres puertorriqueños que emigraron a Nueva York en 1955.

## Grafiti
En 1971, Díaz conoció por primera vez la floreciente cultura del grafiti gracias a su primo mayor, Gilberto «SIETE» Díaz, cuando el artista tenía sólo 12 años. Su primo vivía en Washington Heights, que era un lugar de producción de grafiti en ese momento, y le enseñó a Díaz sobre el estilo tradicional de escribir grafiti: combinar un apodo con un número. Díaz fue etiquetado bajo el nombre de «BOMB-1» debido a su explosiva personalidad. Llevando lo que aprendió en Washington Heights al Lower East Side donde vivía, Díaz comenzó a faltar a clases para practicar su grafiti y le pidieron que dejara su escuela secundaria para asistir a una escuela alternativa, City-As-School, en Brooklyn Heights. Mientras estaba en la casa de un amigo en común, Díaz conoció a Basquiat y los dos se hicieron amigos, conceptualizando inicialmente a SAMO© como una broma interna. Junto con algunos otros estudiantes, Díaz y Basquiat fundaron un periódico llamado Basement Blues Press y para la edición de primavera de 1977, Basquiat escribió un artículo sobre una religión imaginaria llamada SAMO.

### SAMO©
Cocreado por Díaz y Basquiat en 1978, SAMO©, que es la abreviatura de same old («lo mismo de siempre»), interrumpió lo que era la práctica estándar del graffiti en ese momento. En lugar de etiquetar la combinación más formulada de apodo y número que Díaz había aprendido de su primo, la pareja garabateó frases en el espacio público de todo el Bajo Manhattan que eran poéticas y sarcásticas y que pretendían ser una provocación para cualquier persona que las encontrara. SAMO© pronto ganó visibilidad entre los compañeros del graffiti y en la prensa. Por ejemplo, The Village Voice publicó un artículo en SAMO© en 1978, que dio visibilidad al dúo en el mundo del arte y puso fin a su anonimato en la calle. Díaz quería permanecer en el anonimato, mientras que Basquiat quería aprovechar la visibilidad de SAMO© para lanzar su carrera. Después de que se publicó el artículo de Village Voice, Basquiat apareció en el programa de televisión de Glenn O'Brien, TV Party como SAMO© sin la presencia de Díaz, alegando que el trabajo bajo ese nombre fue realizado solo por él. En 1979, la colaboración terminó y «SAMO© IS DEAD» fue pintado con spray en toda la ciudad de Nueva York.

### Trabajo posterior
Después de que SAMO© se disolviera, Díaz se tomó un descanso de escribir grafiti y trabajó en construcción y carpintería. En 2016, Díaz volvió a la creación artística y revitalizó SAMO©, lo que también tuvo un impacto en la trayectoria profesional de Basquiat. Hoy, Díaz trabaja a partir de señales liberadas del metro de Nueva York que corta y reconfigura en su propio texto a partir de las letras de señalización preexistentes.

## Música
Durante la década de 1980, Díaz se centró en la música. En 1983, Díaz apareció como percusionista en Beat Bop, un álbum con los raperos K-Rob y Rammellzee y producido por Basquiat.

## Exposiciones
En 2017, la Barbican Art Gallery de Londres montó una exposición, Basquiat: Boom for Real, que presentaba el trabajo SAMO© del dúo. Ese mismo año, Díaz participó en una subasta benéfica organizada por Artsy en apoyo de la ACLU. En 2018, el artista montó una exposición temporal en The Same Old Gallery en la última residencia conocida de Basquiat, mostrando su trabajo junto con el trabajo de escritores de grafiti contemporáneos. También en 2018, la obra de Díaz fue incluida en la exposición Beyond the Streets, curada por Roger Gastman. En 2022, la obra de Díaz fue el tema de la exposición inaugural de Cultural Goods Gallery en Toronto. En 2023, Díaz creó una exposición en Howl! llamada City of Kings que reunió narrativas, fotografías, videos y material efímero de íconos del grafiti de los años 70 y 80 que exploran la interacción de la política, la economía y la práctica del arte.

## Colecciones de museos
Díaz pintó una instalación en las paredes del Museo de Arte Maier del Randolph College en Virginia.

## Premios
En 2019, Díaz recibió un premio firmado y en relieve del entonces alcalde de la ciudad de Nueva York, Bill de Blasio, por sus contribuciones de grafiti a la ciudad, específicamente sus etiquetas SAMO. Tal reconocimiento se consideró que habría sido impensable durante las décadas de 1970 y 1980, cuando Díaz y Basquiat escribían como SAMO, ya que el entonces alcalde Ed Koch era especialmente punitivo con los grafitis y pedía que se utilizaran «lobos salvajes» para proteger los trenes subterráneos estacionados.